# 国鉄8200形蒸気機関車 (初代)
8200形は、かつて日本国有鉄道の前身である鉄道院、鉄道省に在籍した、テンダ式蒸気機関車である。

## 概要
もとは、九州鉄道が1896年（明治29年）にアメリカのボールドウィン・ロコモティブ・ワークス社で4両（製造番号14745 - 14748）を製造したもので、九州鉄道では46形（46 - 49）と称した。九州鉄道が初めて導入したアメリカ製の機関車で、テンダ機関車としても初めての導入であった。
メーカーでの種別呼称は8-26Dと称し車軸配置は2-6-0(1C)の単式2気筒、飽和式テンダ機関車で、1892年（明治25年）に筑豊鉄道が導入した同じ車軸配置のテンダ機関車（後の鉄道院8000形）と酷似している。また日本の鉄道事業者で使用された同クラスの機関車には、旧北海道官設鉄道の7400形、7500形、旧山陽鉄道の8350形、旧中国鉄道の8380形、8360形があった。炭水車は、片ボギー式の3軸のものであった。
九州鉄道時代の配置は不明であるが、国有化後の配置は行橋、柳ヶ浦であった。また、私鉄の国有化を受けて1909年（明治42年）に制定された鉄道院の車両形式称号規程では、8200形（8200 - 8203）に改番された。廃車は、いずれも1923年（大正12年）1月で、民間に払い下げられたもの、保存されたものはない。
この機関車の写真は長い間未発見で、幻の機関車であったが、1975年（昭和50年）に至って、ようやく発見されている。

## 主要諸元
- 全長 : 14,300mm
- 全高 : 3,569mm
- 軌間 : 1,067mm
- 車軸配置 : 2-6-0(1C)
- 動輪直径 : 1,270mm
- 弁装置 : スティーブンソン式アメリカ形
- シリンダー（直径×行程） : 406mm×559mm
- ボイラー圧力 : 10.5kg/cm2
- 火格子面積 : 1.55m2
- 全伝熱面積 : 89.7m2
  - 煙管蒸発伝熱面積 : 81.2m2
  - 火室蒸発伝熱面積 : 8.5m2
- ボイラー水容量 : 3.3m3
- 小煙管（直径×長サ×数） : 44.5mm×3,194mm×182本
- 機関車運転整備重量 : 38.72t
- 機関車空車重量 : 34.74t
- 機関車動輪上重量（運転整備時） : 33.14t
- 機関車動輪軸重（第2動輪上） : 11.73t
- 炭水車運転整備重量 : 23.10t
- 炭水車空車重量 : 11.22t
- 水タンク容量 : 8.29m3
- 燃料積載量 : 3.61t
- 機関車性能
  - シリンダ引張力 : 6,480kg
- ブレーキ方式 : 手ブレーキ、蒸気ブレーキ